# موسى العلمي (رئيس بلدية القدس)
موسى العلمي هو أحد رؤساء بلدية القدس في القرن التاسع عشر. تولى ابنه فيضي العلمي نفس المنصب بين عامي 1907 و1909، كما تولى حفيده موسى العلمي (وهو ابن فيضي العلمي) منصب نائب المحامي العام لفلسطين تحت الانتداب البريطاني.